# Srebrna Góra (Neder-Silezië)
Srebrna Góra is een dorp in de Poolse woiwodschap Neder-Silezië. De plaats maakt deel uit van de gemeente Stoszowice en telt ca. 1000 inwoners. De vertaling van de naam Srebrna Góra is ‘zilverberg’ en komt voort uit het feit dat in dit stadje al in de veertiende eeuw zilver werd gewonnen.
Bij de plaats is het fort Twierdza Srebrna Góra (Vesting Zilverberg) dat in de achttiende eeuw is gebouwd door koning Frederik II van Pruisen. Het fort maakt deel uit van een aantal bastionnen en vestingen die gebouwd zijn om het oprukkende Oostenrijkse leger tegen te houden. Het fort heeft in 1807 een aanval van Napoleon weerstaan, tijdens de belegering onder aanvoering van Jerome Bonaparte is het stadje grotendeels verwoest.  

## Verkeer en vervoer
- Station Srebrna Góra

## Afbeeldingen

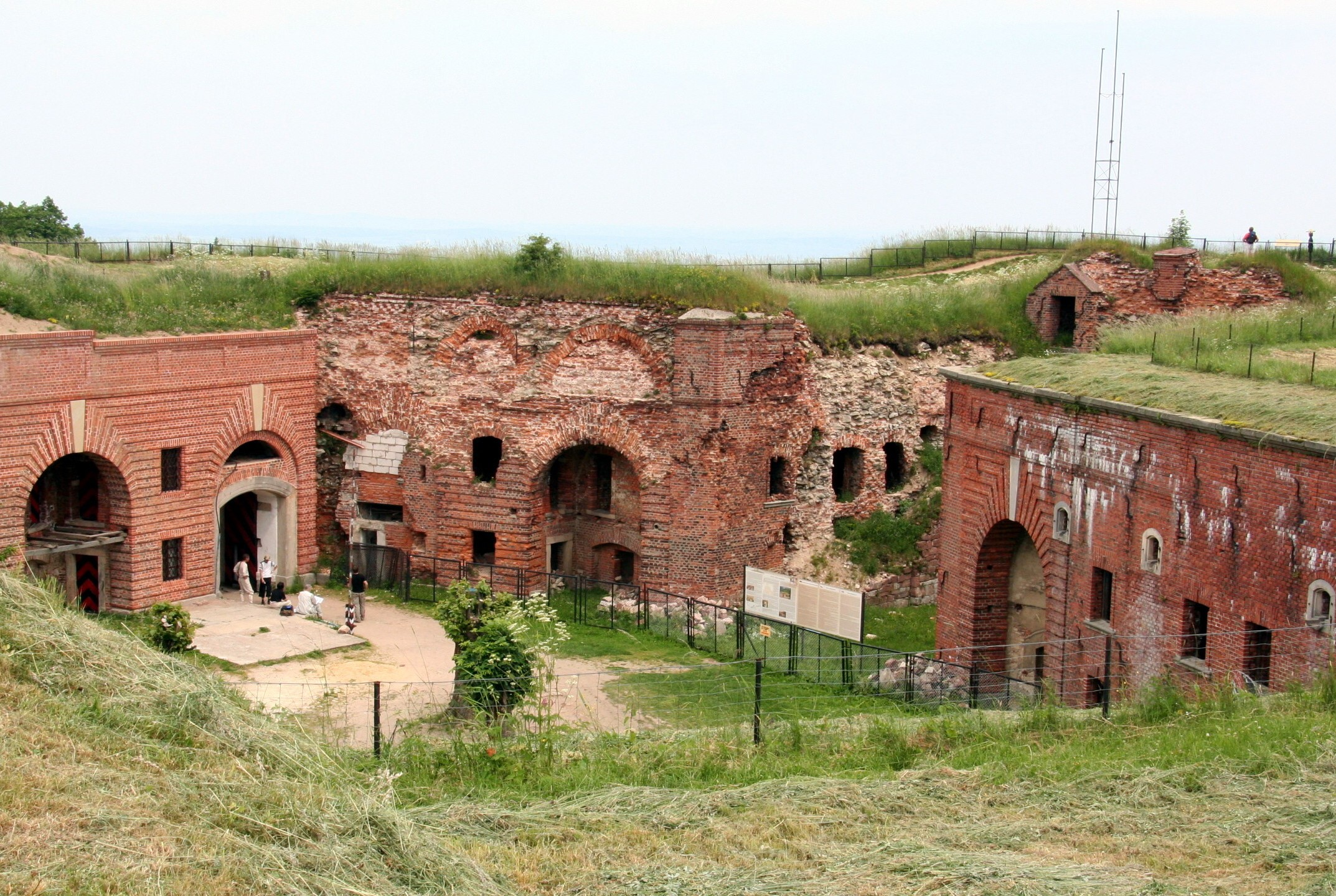
Vesting Zilverberg
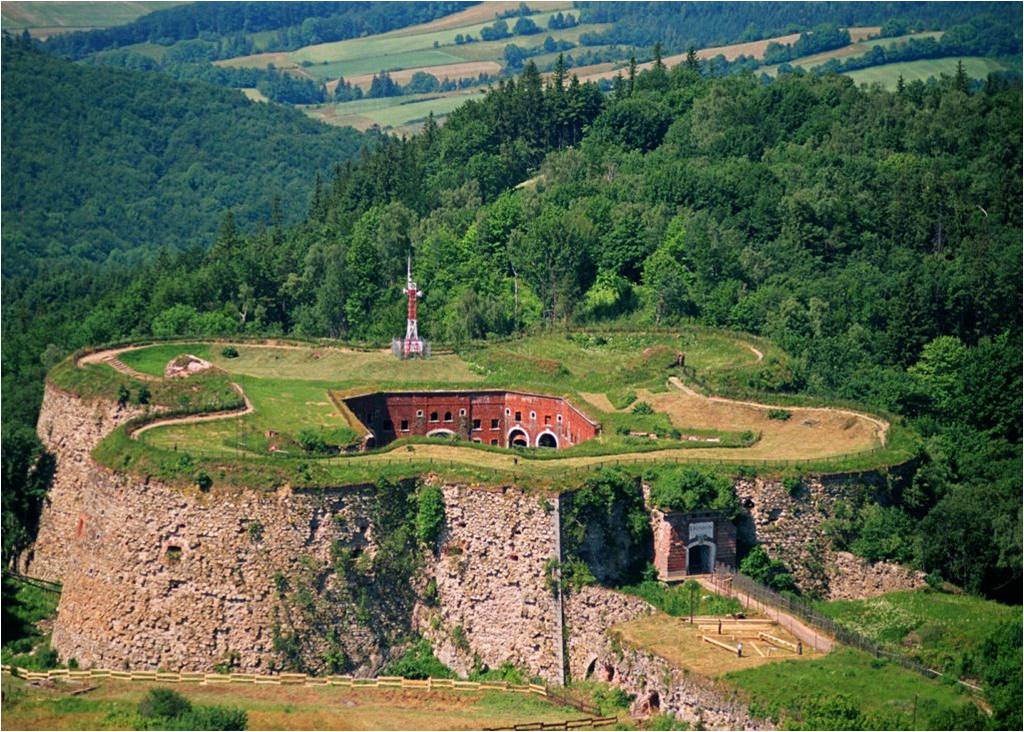
luchfoto Vesting Zilverberg